# Йернваллен
Стадион «Йернваллен» (швед. Järnvallen) — спортивное сооружение в Сандвикене, Швеция. Сооружение предназначено для проведения матчей по хоккею с мячом. Арену для домашних игр используют команда по хоккею с мячом «Сандвикен АИК» и футбольный клуб «Сандвикен». Трибуны спортивного комплекса вмещают 7 000 зрителей.

## История
Стадион был построен в 1938 году и сразу же стал домашней ареной для футбольного клуба «Сандвикен» и команд спортивного общества «Сандвикенс АИК». Рекорд посещаемости футбольных матчей был установлен в 1957 году, когда за игрой «Сандвикена» и «Норрчёпинга» наблюдали 20 288 зрителей. Показатель в матчах с бэнди значительно скромнее — всего 5 800 чел на игре «Сандвикен АИК» с хоккейным клубом «Ветланда» в 1988 году.
Важнейшие события в истории стадиона состоялись в год его 20-летия, а именно в 1958 году, когда Йернваллен был удостоен чести принимать сразу два матча Чемпионата мира по футболу. 8 июня 1958 сборные Венгрии и Уэльса так и не смогли определить победителя, завершив игру со счетом 1:1 на глазах у 15 343 болельщиков. А уже через неделю, 15 июня те же венгры обыграли сборную Мексики, одержав разгромную победу со счётом 4:0. На матче присутствовали 13 300 болельщиков.
В 1993 году был построен Новый Йернваллен, внешне и функционально соответствующий нынешнему спортивному комплексу. Вместимость арены снизилась с 20 000 до 7 000 зрительских мест (из которых только 700 сидячих). В 2003 году природный газон был заменён на искусственное покрытие. Рекордом посещаемости на реконструированной арене является показатель 2 700 зрителей на матче между «Сандвикеном» и «Хаммарбю».
Йернваллен неоднократно признавался лучшей ареной для игр в хоккей с мячом (бэнди) по решению игроков. Этого звания стадион был удостоен в следующих сезонах: 1994/95, 1995/96, 1996/97 и 1997/98. Тем не менее, после открытия Йоранссон Арены в 2009 году, все матчи по бэнди переместились именно туда.